# タタールのくびき
タタールのくびき（タタールの軛）またはモンゴル＝タタールの軛（モンゴル＝タタールのくびき、ロシア語: Монголо-татарское иго、タタール語: Татар-монгол игосы、英語: Mongol-Tatar Yoke）とは、13世紀前半に始まったモンゴルのルーシ侵攻とそれにつづくモンゴル人（モンゴル＝タタール）によるルーシ（現在のロシア・ウクライナ・ベラルーシ）支配を、ロシア側から表現した用語である。現在のロシア人などの祖先であるルーシ人の、2世紀半にわたるモンゴル＝タタールへの臣従を意味するロシア史上の概念である。
「タタールの羈絆」と称することもある。

## 概要

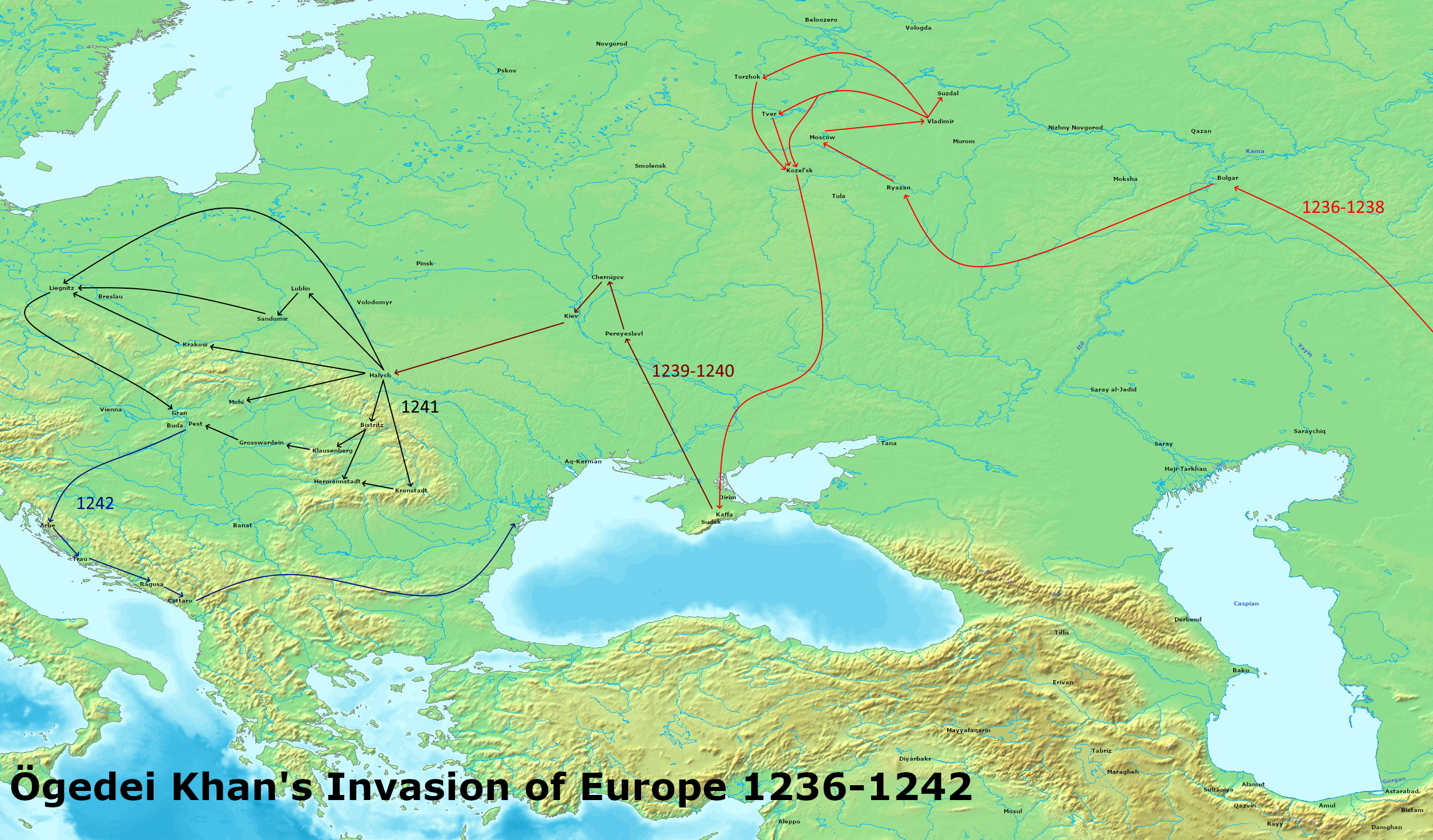
バトゥの征西（1236年-1242年）

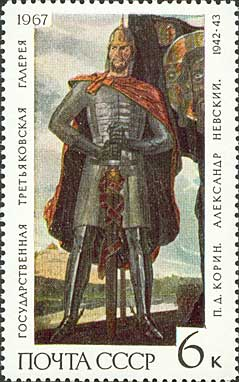
アレクサンドル・ネフスキー（ソビエト時代の切手）
----
ノヴゴロド公として北方十字軍を撃退し、「タタールのくびき」のもとでウラジミール大公となった人物。のちに列聖された。

13世紀、分領制の時代に入っていたルーシは東西からの二大勢力による厳しい挑戦を受けることとなった。この世紀の初頭には未だキリスト教以前の異教の信仰にとどまっていたバルト海沿岸地域に、ドイツ騎士団（チュートン騎士団）をはじめとするカトリック教徒のドイツ人が北方十字軍および東方植民の活動を開始し、同じキリスト教徒ではあるが正教徒であったルーシの人びととの間に衝突が起こるようになった。ドイツ人の侵攻は、1240年と1242年の2度にわたってノヴゴロド公国の公子アレクサンドル・ネフスキーによって阻まれ、その東進はエストニアでとどまり、カトリックによる北ルーシ侵攻は失敗した。
その一方で、ヨーロッパ大陸でも最も東に位置し、常にテュルク系の遊牧民と接触していたルーシは、1223年、すでにモンゴル帝国の最初の襲撃を受けていた（カルカ河畔の戦い）。これは、初代皇帝チンギス・カンの治世において、ホラズム遠征の一環としておこなわれたもので、このとき、モンゴル軍は南ルーシ諸侯と南ロシア草原のテュルク系遊牧民キプチャク（ポロヴェツ族）の連合軍に大勝したが、征服はおこなわなかった。このときの遠征は中央アジアを標的としたもので、キプチャク草原やロシア方面の占領を目的とした遠征ではなかったため、モンゴル軍はすぐに東方に帰還した。

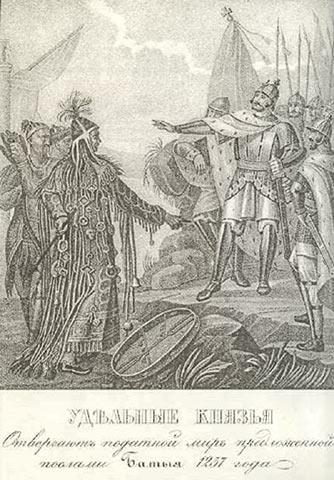
モンゴルへの臣従を拒絶するリャザン公アレクサンドル（19世紀のイラスト、Boris Artemyevich Chorikov画）

モンゴル帝国第2代皇帝オゴデイは、1235年、帝国の首都カラコルム（現在のモンゴル国・アルハンガイ県）に王侯・貴族を招集してクリルタイを開催し、西方への大遠征を決定した。チンギス・カンの長男ジョチの采領（ウルス）は帝国の西に割り当てられていたので、征西軍の総指揮官にはジョチの次男バトゥが任じられた。1236年、バトゥ率いる大遠征軍は川や沼沢の氷結する冬の到来を待って東ヨーロッパへの大侵攻を開始し、ヴォルガ川中流域のヴォルガ・ブルガールを征服した（モンゴルのヴォルガ・ブルガール侵攻）。モンゴル軍は続いてルーシへ侵攻し、1237年から1238年にかけてリャザン（旧リャザン）、ウラジーミル（ウラジーミル・スーズダリ大公国）、トヴェリ、コロムナなどを次々と占領して北東ルーシを征服、さらに1239年から1240年にかけては南ルーシに転進し、キエフ・ルーシ（キエフ大公国、正式な国名は「ルーシ」Русь ）の首都キエフを攻略して破壊し、南ルーシの多くの都市や農村を荒廃させた（バトゥの大西征）。
モンゴル軍の征服は、北西に離れたノヴゴロド公国をのぞくすべてのルーシにおよび、1240年までにはルーシの住民ほとんどすべてがモンゴルへの服属を余儀なくされた。1241年、バトゥはハンガリー平原（現在のハンガリー）や現在のポーランドを侵略したところでオゴデイ死去の報を聞き、カスピ海北岸まで引き返してヴォルガ川下流に滞留した。この西征により、バトゥを家長とするジョチ家の所領はカザフ草原から黒海沿岸低地にいたる広大なキプチャク草原にまで拡大した。ルーシの人びとは、キプチャク族などテュルク系遊牧民が自身よりも東方に本拠を置くモンゴル系遊牧民たちを「タタル」（古テュルク語で「他の人びと」）と呼びならわしていたのにならい、ルーシを征服したかれら東方遊牧民を「タタール」（漢字表記は「韃靼」）と呼んだ。
ジョチ家の所領（ジョチ・ウルス）は、こののち次第に緩やかな連邦へと傾斜していくモンゴル帝国内で自らの自立性を強めていったため、ジョチ・ウルス（金帳汗国）とも呼ばれる。こうしてノヴゴロドを含む全ルーシはモンゴル帝国の支配下に組み入れられ、ルーシの人びとはモンゴルへの貢納を強制された。このモンゴル＝タタールによる支配のことをロシア史では「タタールのくびき」と呼んでいる。「タタールのくびき」は、モスクワ大公国が1480年に貢納を廃止し、他地域も相次いでモンゴルからの自立を果たすまでの200年以上にわたって続いた。ロシアはその後16世紀初め頃までに「タタールのくびき」を完全に脱するが、その後もクリミア半島やヴォルガ川流域、シベリアなど広範囲にひろがるテュルク＝モンゴル系の人々を「タタール」と呼んだ。
やがて、ピョートル1世（大帝）によって18世紀前半に創始されたロシア帝国は、この世紀の末までにはタタール諸民族居住域の大部分を支配下に置くこととなった。

## モンゴル人のロシア支配
キエフ大公国分裂後の分領制時代にあっては、ポロヴェツ人（キプチャク族）とルーシ諸公とのあいだは平穏なものとなっており、両者のあいだには婚姻関係も結ばれて互いに親族となっていた。ポロヴェツの首長は、モンゴルの襲来を予見して正教に改宗し、南ルーシの諸公に対して援軍を要請した。南ルーシ諸公とポロヴェツの連合軍は、1223年、チンギス・カンの忠実な家臣で、勇猛さと思慮深さで知られたスブタイとジェベによって指揮されたモンゴル軍先遣隊（偵察隊）に対し、ルーシの領域外のカルカ川まで出征して挑んだが大敗を喫した。

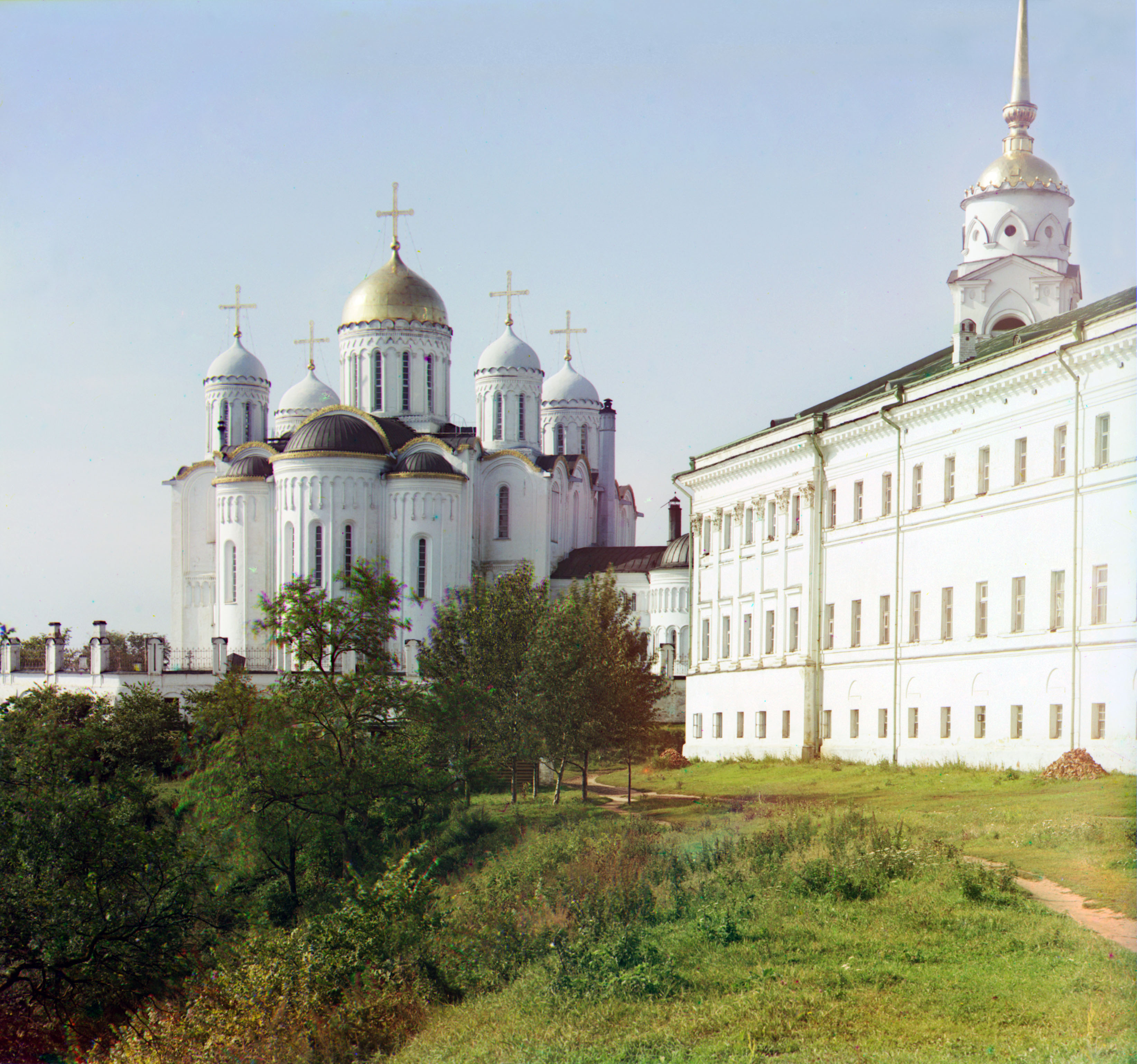
1238年、モンゴル軍によって焼き払われたウラジーミルの生神女就寝大聖堂
----
セルゲイ・プロクジン＝ゴルスキーによって1912年に撮影されたカラー写真。世界遺産「ウラジーミルとスーズダリの白亜の建造物群」の一部となっている。

1237年、ジョチの子バトゥが再び大軍を率いてルーシを攻略、さらにヨーロッパへの大規模侵攻を開始した。これに対し、ルーシの団結は整わず、この年の12月、リャザン公国が6日間の抵抗ののちに陥落した。公の一族は皆殺しにされ、ロシア側の文献資料では、このとき女性や子ども、聖職者にいたるまで凄惨な殺戮があったことを詳細に記している。
また、ウラジーミル・スーズダリ大公国、ノヴゴロド公国、ハールィチ・ヴォルィーニ大公国などルーシに割拠していた諸国も抗戦したが完敗した。1238年のウラジーミル大公国攻略の際、モンゴル軍は途中のモスクワで捕虜としたユーリー・フセヴォロドヴィチ（ユーリー2世）の末子をウラジミールの黄金門の外に立たせて攻め込んだ。ウラジーミル大公のユーリーは、このときウラジーミルを脱出して北方に退却したが、彼の末子は斬殺され、ウラジーミルに残された彼の家族は生神女就寝大聖堂（ウスペンスキー大聖堂）に立てこもったが聖堂とともに焼き殺された。北方へ脱出したユーリー・フセヴォロドヴィチは、同年中、シチ河畔の戦いでモンゴル軍に敗れ、そこで戦死している。なお、現在、生神女就寝大聖堂の黄金門も大聖堂も復元されており、焼失を免れた大聖堂の扉のみは当時のものである。
かくして、泥湿地に囲まれた北端のノヴゴロドをのぞく全ルーシが征服された。モンゴルの侵攻によってルーシの多くの町が焼き払われた。都市の再建は停滞し、ステップ（草原）地帯などでは数百年にわたり再建が進まなかった都市もある。1245年、モンゴル皇帝グユクに謁見するためローマからカラコルムに向かったローマ教皇インノケンティウス4世の使者プラノ・カルピニは往路途中、古都キエフが今や骸骨の散乱する廃墟であり、わずか200世帯の寒村となってしまったことを記録している。ヴォロネジの再建は16世紀に至ってのことであり、リャザンの再建は断念されて55キロメートルも離れたペレスラヴリの町に中心が移った。
この征西については、ルーシは殺戮により人口の約半分を失ったとする見解もあれば、コリン・マッケヴェディの推定のように、ルーシの人口はモンゴル侵攻前の750万人から700万人に減ったとして犠牲者の総数を約50万人とする見解もある。

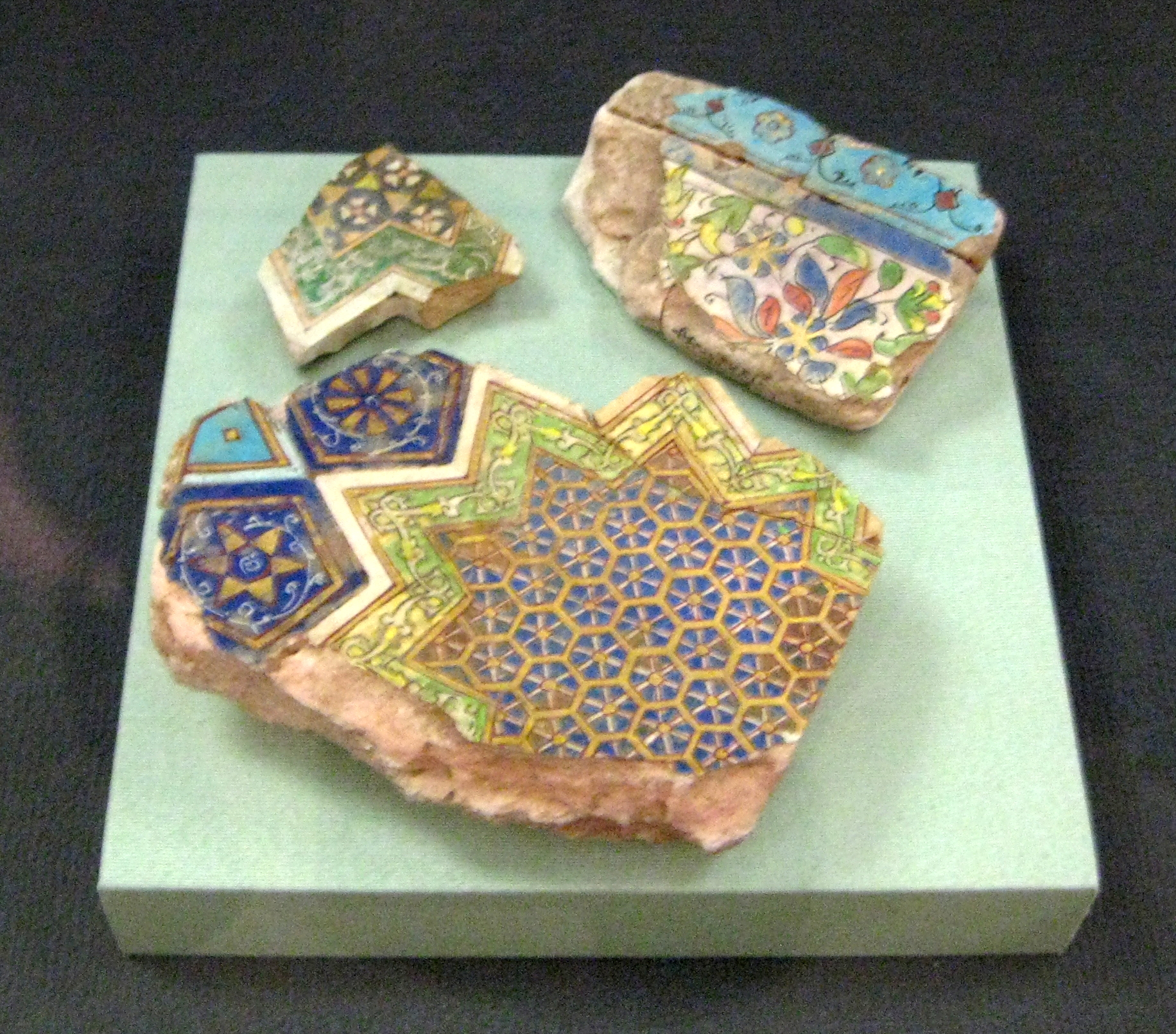
サライより出土した宮殿（黄金の陣営）の遺物
----
1980年代の発掘調査で検出。陶器製タイルで色絵・モザイク・金メッキなどで装飾されている。

モンゴル人は大征西ののちもルーシの地を去ることはなく、カラコルムを本拠とするカアンにしたがう一方、ほぼドナウ川以東の広大な地域を支配した。そして、ヴォルガ川支流アフトゥバ川の河岸に黄金の陣営（オルド）を建て、ここに首都サライ（現在のロシア連邦・アストラハン州）を築いてキプチャク草原とルーシに対する支配を続けた。これが、モンゴル帝国の西方を管轄するジョチ・ウルスであり、この国をロシアでは「金のオルダ（本陣）」と称したところから「金帳汗国」とも表記される。首都のサライは最盛期には人口60万人に達したと推定され、中世世界で最大級の大都市として繁栄した。
ジョチ家のウルスであったジョチ・ウルスは、ラシードゥッディーン編纂の『集史』によれば、その東半分をバトゥの兄オルダが統括し、4人の弟（ウドゥル、トゥカ・チムール、シュソグクル、シソグクル）をしたがえて弟とともに軍の左翼を指揮したのに対し、バトゥはウルスの西半分と軍右翼を統括した。つまり、ハン国はジョチの2人の息子（バトゥとオルダ）で二分されていたほか、他の兄弟もそのなかに自らのウルスを保有していたということであり、その意味ではハン国は諸ウルスの連合体としての性格が濃かった。そのため、歴代のジョチ・ウルスのハンはジョチ家の家長であったにもかかわらず、個々のウルスの長に対しては必ずしも強力な統率力を行使できたわけではなかった。
ジョチ・ウルスの中央権力機構は、ベクリャリベク（長老エミール）をリーダーとして軍事指揮権・対外交渉権をもつ系列とヴィジール（宰相）をリーダーとして財政・徴税部門を管轄する系列とに二分されていたが、征服国家としての性格を反映して前者の権威の方が高かった。そして、ベクリャリベクの下には方面軍指揮官とでもいうべき4人のウルス・ベクがおり、その下に70人のチョームニク（万戸長）、その下にトゥイシャチニク（千戸長）が配置されていた。いっぽうのヴィジールには、その下に主として徴税を担当するダルーガが置かれた（詳細後述）。

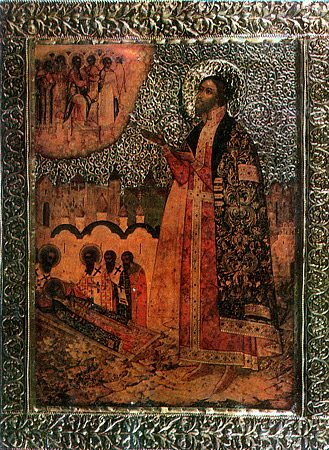
チェルニゴフ公ミハイル（17世紀のイコン）
----
サライでチンギス・ハーンの像への礼拝を拒んだため殺された人物。のちに列聖された。

1243年、バトゥはサライにノヴゴロド公ヤロスラフ（ヤロスラフ2世）を呼び出し、ウラジーミル大公位を認めて「ルーシ諸公の長老」としての地位をあたえた。ウラジーミル大公位はもともと、ウラジーミル・モノマフの子孫の最年長者に与えられる爵位で、バトゥの征西の頃には名目化して特別の実権をともなうものではなかったが、ハンの叙任令書（ヤルリイク）を受けて叙任されると、慣例によって自らの領地に加えウラジーミルとその周辺の領地を併せ、ロシア諸公間の第一人者であることが認められて、さらにハンとの交渉権があたえられた。ヤロスラフは、シチ川で死んだウラジーミル大公ユーリー2世の弟であった。兄の位を継承したヤロスラフであったが、1246年、第3代グユクのカアン即位式に赴いた先のカラコルムにて死去している。これについては、モンゴルによる毒殺だという記録が同時代の史料に確認されている。1247年、ヤロスラフの子息たちがサライ、さらにはカラコルムに呼び出されたが、3年間は帰国が許されなかった。兄のアレクサンドルはキエフと全ルーシの大公に、弟のアンドレイはウラジーミル大公に任じられた。
これ以後、300年近くにわたってサライのハンたちはルーシ諸公を臣従させ、ウラジーミル大公国やルーシ諸国の首長に「大公」「公」の称号を許し、貢納を義務づけるという関係が続いた。ハンは、13世紀後半のモンケ・テムルのころより「ツァーリ」「ツェザール」（ともに「皇帝」の意）と呼ばれ、公たちの上に君臨した。ノヴゴロド公国、ハールィチ公国、スモレンスク公国、プスコフ公国などルーシ西部の諸国もふくめ、ルーシのすべての国がモンゴル帝国に従った。
ノヴゴロド公ヤロスラフの子でドイツとの戦争に生涯を捧げたアレクサンドル・ネフスキーもまた、ジョチ・ウルスに対し恭順の意を表した。なお、キエフ大公の称号を得たもののウラジーミル大公位の得られなかったアレクサンドルはこの決定に不満をもち、1252年にサライに赴いてこれを訴え、ウラジーミル大公への勅許状（ヤルリイク）を得た。一方のアンドレイは、バトゥと反目するカアン家の後援を受けた。このように、ジョチ・ウルスのハン（ジョチ家）とカラコルムのカアンの確執はロシア諸公を巻き込んだ。
ジョチ・ウルスの住民構成は、人種的にみればきわめて多様であった。純然たるモンゴル人はむしろきわめて少数であり、住民の大半はテュルク系のポロヴェツ人（キプチャク族）、ヴォルガ・ブルガール、バシキール人およびチェルケス人、東スラヴ人すなわちルーシ人、印欧語系でペルシャ語に近いオセット語を話したヤース人、フィン・ウゴル系のブルタス族などである。ハン国の中心をなすキプチャク草原に限っていえば、その圧倒的多数者はポロヴェツ人（キプチャク族）であった。モンゴルの征服によってポロヴェツ人はその臣民となったが、両者はほぼ同じ場所で遊牧生活を送り、さかんに婚姻関係を結んだため混血が進んでたがいに親族となっていった。
自らの存立基盤でもあるステップ地帯にあっては、モンゴル人支配層は直接統治を採用した。そのため、キプチャク草原における遊牧民の社会関係には大きな変化が生じた。ロシアの年代記は、モンゴル人の侵入以前にはポロヴェツ族の諸公の名を数十名も記載しているが、侵入以後には1名も言及していない。モンゴル人はロシアの諸侯やハンガリー王あての書状には、ポロヴェツを「奴隷」と書き記しており、また、自分たちの氏族や部族の英雄の像を製作するというポロヴェツの風習も13世紀から14世紀にかけて失われたものと考えられる。このことは、旧来のポロヴェツの支配層はその地位を失ったことを意味している。また、遊牧民のなかには、モンゴル支配層によって強制的に遊牧地を移動させられた事例も認められる。
ジョチ・ウルスの支配層であったモンゴル人たちは、やがて言語的にはテュルク語化、宗教的にはイスラーム教化していった。15世紀にはジョチ・ウルスは解体と再編成が進み、クリミア半島にクリミア・ハン国、ヴォルガ川中流域にカザン・ハン国、西シベリアにシビル・ハン国などが成立した。これらの地域ではかつてのモンゴル系支配者と土着のテュルク系など多様な民族が混交し、こんにち、それぞれクリミア・タタール、ヴォルガ・タタール、シベリア・タタールと呼称される諸族が形成されていった。タタールのなかには、ロシアやルーマニアに移住して、キリスト教を受け入れて現地に同化する者も少なくなかった。そのなかには、ユスポフ家やカンテミール家など、のちに有力な貴族領主となった家系もある。

## 内実

### 間接統治とヤルリイク

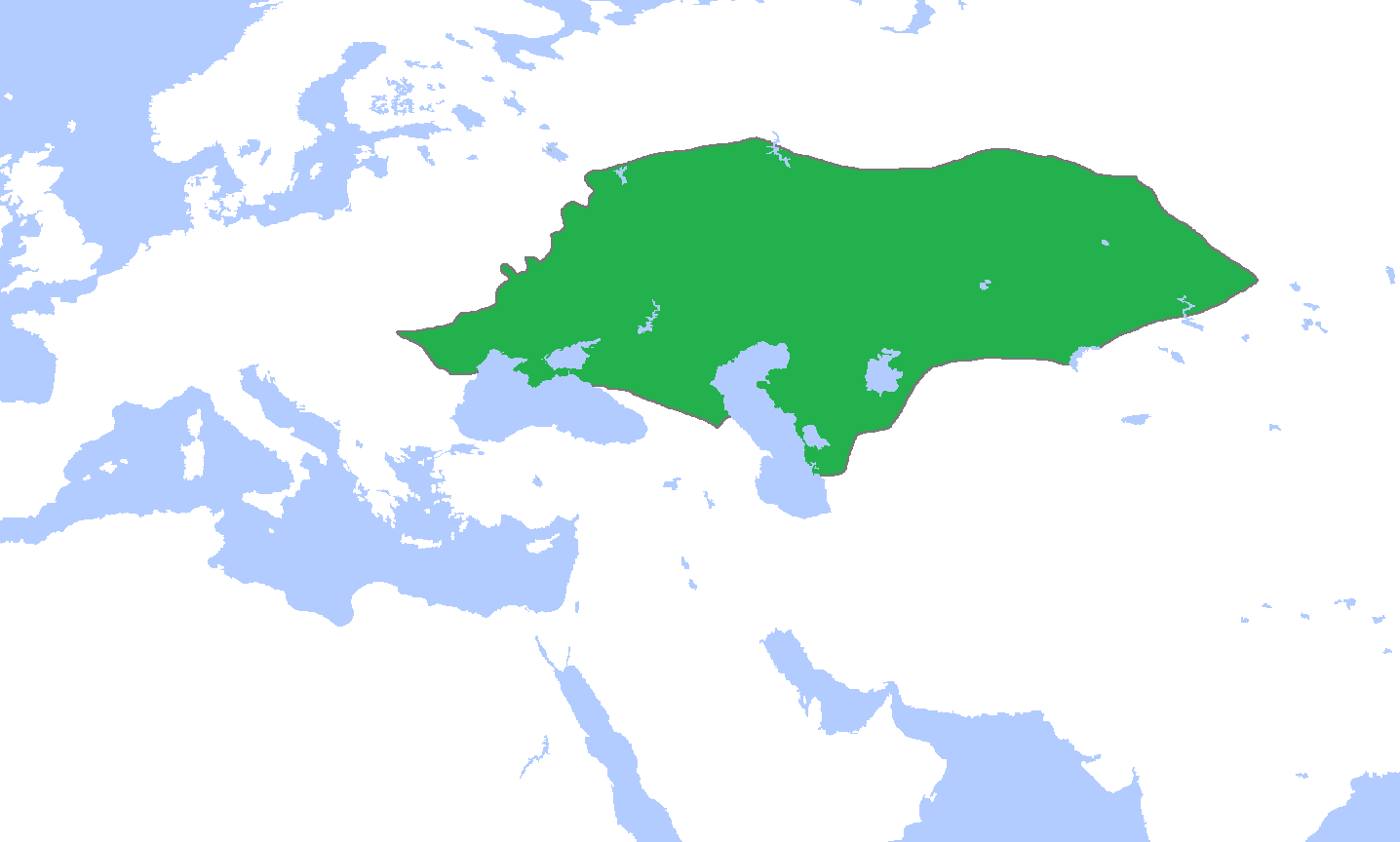
ジョチ・ウルスの版図（西暦1300年頃）

ルーシ諸国のモンゴルへの臣従関係を示す用語が「タタールのくびき」である。この表現は、ルーシがモンゴル人の苛酷な支配下にあったこと、そして、この時代がロシア人にとっては「不幸」な時代であったことを含意することは明白である。それに対し、実際には、征服事業の初期において、モンゴルに服従しない国家や都市に対しておこなった殺戮行為や略奪行為を除けば、この用語から受ける一般的な印象ほどには苛酷な統治ではなかった、あるいは、抑圧的な体制ではなかったという指摘もある。
たとえば、モンゴル史研究の杉山正明は、ロシア人史家の語る「タタールのくびき」はあまりにも「愛国主義」の影響を強く受けていることを批判している。そして、近年の栗生沢猛夫の一連の業績を評価して、13世紀当時のルーシ年代記は元々きわめて数が少なく、なおかつ、モンゴル人による破壊・虐殺に関する叙述もほとんどないこと、また、年代記の記述はむしろ、時代がくだるにしたがってルーシの被害がどんどん増えていくことを指摘して、後世のロシア年代記を無批判に受け入れる研究手法そのものを批判している。
実際のところ、ジョチ・ウルスのハンは基本的にルーシ諸公を廃さず、彼らを通じて統治した。そして、モンゴル支配の時期、ルーシ西部とヨーロッパとの交易は、ルーシと中央アジアなどとの交易と同様、一定の割合で伸長を続けていた。ルーシがモンゴルの支配に服したことによって、ヨーロッパとアジアにまたがる強大な帝国の存在が保証する東西交易の恩恵は、ルーシの地にもおよんだ。
また、数のうえで少数派であったモンゴル人たちの征服地への定住はまばらなものであった。モンゴル人たちはステップ地帯については直接統治をおこなったが、定住農耕民の住む征服地については直接支配を好まず、多くの場合、先住農耕民の首長を通しての間接統治を採用した。このことは、その生活様式から影響を受けることによってモンゴル人が農耕民族化し、軍事的に弱体化してしまうことを怖れたチンギス・カンの遺訓を、子孫たちが墨守した現れとみることも可能であるが、それにもまして、モンゴル人たちが、ロシア国内の交易ルートやロシアからの貢税収入よりも、ヴォルガ川からクリミア半島を経由して黒海へ至る隊商ルートとホラズム、ヴォルガ・ブルガリア、クリミア、カフカース（コーカサス）地方などからの経済的な収入の方をいっそう重視したためでもあった。実際、隊商ルート沿線の諸地域に対しては、モンゴル人は直接統治を選択しており、このことについて歴史学者の加藤一郎（中世ロシア史）は、ジョチ・ウルスにとってのロシアの位置は、元帝国（大元ウルス）にとっての高麗の位置に相似すると指摘している。
元の世祖クビライは、属国となった高麗王に対し、人口調査にもとづく貢税の納入や兵力の提供、ジャムチ（駅伝）の設置を義務づけ、監督官としてダルガチを置くことを命じているが、ジョチ・ウルスもまた内属したルーシ諸国に対し、基本的にはクビライの対高麗方針と同様の姿勢で臨んでいる。このことは換言すれば、ルーシの人びとからすれば、十分な貢納と軍役さえ果たせば、被支配民族ではあっても日々の生活をそれほど干渉されることはなく、従来通り、比較的自由に農耕や商業などの生業が続けられるということを意味した。ジョチ・ウルスのハンは、ルーシ諸公が忠誠を誓い、納税と軍役の義務を負うと約束する限りは、ハンの特別証書である「ジャルリグ（叙任令書）」（ロシア語に基づきヤルリイク、ヤルルィクとも）をあたえて彼らの統治権や既得権益そのまま認めた。ただし、地位と身分が保障される代償として、ハンの派遣したバスカク（徴税吏と目付を兼ねた代官）やチスレンニク（人口調査官）の任務には協力しなければならなかった。
ルーシでは、チンギス・カンが中央アジアでおこなったような、懲戒として灌漑施設を破壊し、半永久的に農耕不可能とするような事態は生じなかった。ルーシと中央アジアとの交易路は整備され、モンゴル帝国による交易保護政策によって東西貿易が活発化し、ルーシはここから利益も得ていた。北東ルーシの諸公は南西ルーシの諸公に比すると、いわば「本領安堵」を求めて自発的に征服者に対し恭順の意をあらわした。このことについて、北東ルーシは、徹底的な打撃を受けた南西ルーシとは異なり、ポーランドやハンガリーなど後方で退避できるような場所をもたなかったのに加え、風土的にも南西ルーシにくらべ専制支配を受け入れやすい環境にあったという指摘がある。
ジョチ・ウルスは、ルーシに対しては間接統治で臨み、決まった税金をサライに納めることや戦時に従軍することを義務づけたのみであったが、諸公の任免の最終決定権はハンの手に握られていたため、主として領土の相続をめぐって相互に敵対する諸公たちは、貢納のため頻繁にサライに赴き、敵対者との紛争で不利な裁定をされたりしないように宮廷やハン周囲の実力者への付け届けをしなくてはならなかった。納税や従軍の義務を怠れば、その懲罰として大軍の侵攻を受け、たちまち権力を失う立場にあったことは明らかであり、ルーシ諸公がハン国を訪れた事例は、ハン国の成立直後から知られている。政治的忠誠と軍事的奉公を条件として「本領安堵」するというヤルリイク授与制度は、モンゴルの支配層にとって、対ルーシ統制の要であり、諸公のサライ詣（もうで）とヤルリイク制度は、ルーシがハン国に服属していたことのまぎれもない証拠であった。ただし、モンゴル人支配者は全体としてはルーシ社会における公位継承の旧慣を可能な限り重んじ、特殊な事情のない限りはそれに違背することはなかった。

### 宗教政策
モンゴル＝タタールの支配が、一般に考えられているほどには過酷な性質のものでなかったことは、その宗教政策からもうかがえる。モンゴルによる征服戦争がたとえ容赦のないものであったにしても、いったんルーシ支配が確立するや、被支配民族の信教に関しては寛容であり、むしろ鷹揚とさえいってよかった。モンゴル帝国の支配層はテングリ信仰を主とするシャーマニズムを信じていたが、征服や支配に際してしばしば発生する狂信性や宗教的情熱とはおよそ無縁であった。中東を征服したモンゴル人やサライのジョチ・ウルスの支配者たちは、イスラーム教や正教会を根絶しようとはせず、被征服民族の影響を受けて自分たちがイスラームに改宗することはあっても、他宗教に対する寛容さを保持した。若いときからスウェーデン軍やドイツ騎士団という西からの脅威（北方十字軍）と対決してきたアレクサンドル・ネフスキーが、モンゴル支配を容認するという路線を採用したのも、モンゴル人が宗教上寛容だったためである。
ジョチ・ウルスはルーシ人に対し、首都サライに正教会の主教を置くことさえ認めていた。バトゥの長子でハン位を継承したサルタクはネストリウス派のキリスト教徒であったし、サルタクと対立してサルタク死去後にハンとなったバトゥの弟ベルケはイスラームを奉じた。ジョチ・ウルスの王族であったノガイ（ジョチの七男ボアルの孫）もまた、東ローマ帝国の皇女と婚姻関係を結び、自分の娘をルーシの首長に嫁するなど他の諸勢力との宥和を図っている。
近代ロシアの歴史家、特にソビエト連邦時代の歴史家やレフ・グミリョフらに影響を受けたソ連崩壊のネオ・ユーラシア主義に拠って立つ歴史家は、「くびきなどなかった」「モンゴルのロシア支配などなかった」という仮説を提唱している。この主張では、ルーシ諸国はむしろ、西方のドイツ騎士団などローマ・カトリック勢力からの、いっそう直接的な脅威にさらされていたと把握し、東方のモンゴル諸国とは防衛上の同盟を結んだものと解釈される。ロシア革命後にチェコ、次いでアメリカ合衆国に亡命したユーラシア主義者のジョージ・ヴェルナツキーによれば、分裂が進んだルーシはモンゴルから専制支配とそれを支える諸制度を学び、のちのロシア・ツァーリ国はむしろモンゴル帝国の後継国家としてユーラシアの支配に乗り出したと理解される。ただしこれに対して、諸侯分立から王の専制へという動きは全ヨーロッパ的な現象であり、必ずしもモンゴルの影響を必要としないという反論はありうる。また反面では、多くのロシア人がタタールのルーシ支配を「くびき」ととらえてきたこともまた事実である。
ジョチ・ウルスでは、モンゴル帝国同様、宗教上の寛容が認められていたが、14世紀のウズベク・ハンの時代にはイスラームがハン国の公式の宗教となった。イスラームを受け入れなかったタタール人はルーシに流れ、公に仕える者も現れた。その結果、タタール出自のロシア人の姓が多数生まれた。
一方、モンゴル人はルーシ旧来の慣行・習慣を重んじ、教会や修道院からは貢税を徴収しなかったため、モンゴル支配下の正教会はむしろ勢力を拡大し、経済的にも富裕となって、ルーシの人びとの精神生活に深く入り込み、寸断されたルーシの人びとを結びつける役割を果たした。

### ダルーガとバスカク

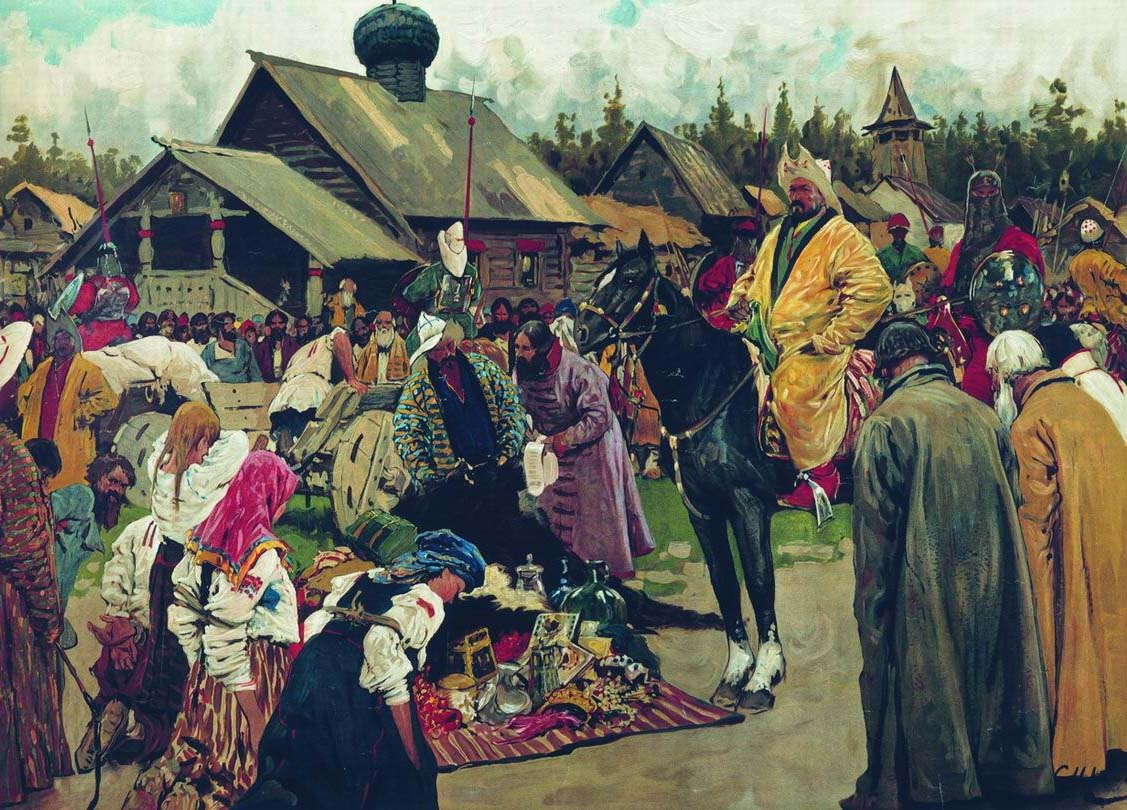
13世紀、モンゴル人徴税官バスカクがロシアの市場をおとずれた光景を描いた絵画（1902年画）
----
バスカクは「タタールのくびき」の象徴といわれる。

サライに定住したのち貢納を受け取るだけの単なる貴族となったモンゴル人であったが、ジョチ・ウルスに属する遊牧民がルーシの辺境にあるかぎり、ルーシの人びとは遊牧民の侵入や略奪から完全に免れることはできなかった。侵入は実際には頻繁ではなかったものの、ひとたび侵入が起こると、おびただしい数の犠牲者が出て、土地は荒廃し、疫病や飢餓も蔓延した。ルーシ諸国は、南方のステップからの遊牧民の襲撃に対する防衛のため国費の多くを割かざるを得なかった。
ルーシの人びとは、固定額の貢納（人頭税）を賦課された。当初モンゴルはすべての人やものの10分の1を要求したといわれるが、これが文字どおり実施されたかどうかは定かではない。ジョチ・ウルスの初期には、ルーシの各地にモンゴルの代官がやってきて人びとから概算額を徴収しただけであったが、1257年、クビライの女婿キタトがルーシ方面のダルガチ（ロシア語ではダルーガ）に任命されている。ダルーガは、担当区域での人口調査（チスロ）や徴兵、課税と徴税、駅伝制の確保、法の執行と秩序維持の任務にあたった。同年、ルーシでは人口調査がおこなわれ、ノヴゴロド周辺と教会関係者を除いて、10戸、100戸、1,000戸、10,000戸の行政単位に区分されて「納税者名簿」に登録された。
キタトや人口調査官が人口調査の任を終えて帰国したのち、ルーシにはバスカクという官が置かれ、1259年ごろからは人口調査に基づいて貢納額が定められた。バスカクは、その実態についてよくわかっていないところも多いが、加藤一郎は少数の手兵を率いた「諸侯の活動の監督官」とみており、栗生沢猛夫は、ルーシ各地に駐留し、徴税・徴兵作業を監督して治安維持をはかった地方官としている。ダルガチが「印を押す」というモンゴル語を語源とするのに対し、バスカクも「押す」「圧する」を意味するテュルク系の単語に由来しており、ダルーガとバスカクの職務権限はほぼ同じであると考える研究者が多い一方、ダルーガを軍政官、バスカクを民政官として区別して考える研究者もいる。
「タタールのくびき」の象徴ともいえるバスカクは14世紀初めまでの年代記記事のなかに多く確認され、その後はあまり言及されなくなる。同じころ、ルーシ諸公が自ら貢税（ヴィホド）を集めることが認められてようになってくるので、当該期にバスカクが廃止され、諸侯がその職務を引き継いだのではないかと推論する立場がある。それに対し、1327年のトヴェリの対タタール反乱を契機として、あまりに抑圧的なバスカク制が廃止されたとみる研究者もいて意見の分かれるところである。いずれにせよ、最終的に地元の公や大公に貢納の権限が一任されたため、それ以後はルーシの大公・公が自領民に対し重税を課すようになり、ルーシの民がジョチ・ウルスの貴族や官僚に直接会う機会はなくなった。
このあとの史料ではむしろダルーガへの言及が多く確認されている。ダルーガ自身はサライなどハン国内の都市にいてルーシ各地の統治にあたり、ときに使者（ボスルィ）を派遣してハンの意志を伝達したものと思われる。

### 駅伝制度
モンゴル人は、「ジャムチ」と呼ばれた駅伝制度をルーシの地に持ち込んだ。ジャムチの制度はモンゴル帝国において、首都カラコルムと地方とを結ぶ幹線道路の10里ごとに駅を設け、各駅に車馬や人夫、宿舎、飲食物を提供し、官吏や使者の護送や物資の輸送に利用した。この仕組みを維持するために周辺の住民からは駅伝税を徴収したが、ジャムチの制度によって広大な地域を統制することが可能となった。この制度はルーシにも移植され、ロシア語では「ヤム」と呼ばれた。

## モンゴル支配からの脱却

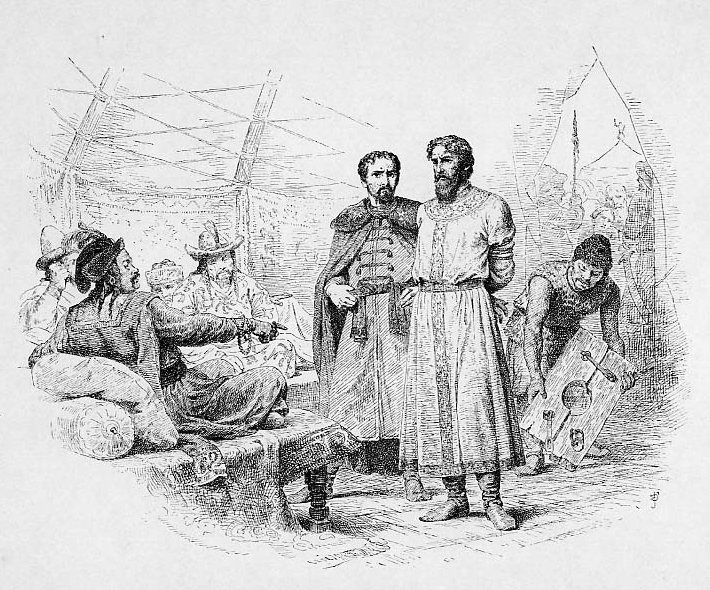
「モンゴルのハンの前に引き出されたミハイル・ヤロスラヴィチ公」（ヴァシーリー・ヴェレシチャーギン、1890年画）
----
モスクワのユーリーとライバル関係にあったミハイルは、ウズベク・ハンにより処刑された。

ルーシを名目上支配してきたキエフ大公国、およびルーシに割拠する諸公国に対するモンゴル侵入の影響は決して一様ではなかった。ジョチ・ウルスの成立以後、ルーシにおける政治は、その重心を南西ルーシのキエフから北東ルーシのウラジーミルへと移した。上述のように、ハン国成立後ただちにサライをおとずれバトゥに服従の意志を示したウラジーミル大公ヤロスラフは「ルーシのすべての公の長」として遇された。しかし、そのウラジーミルもまたモンゴル軍の徹底的な破壊により住民が四散しており、35年間も主教不在の状態がつづいていた。
キエフやウラジーミルのような従来の中心都市がモンゴルによる破壊から立ち直ることがなかなかできなかったのに対し、北に遠く離れた自由都市のノヴゴロドのみは侵略を免れた。ヤロスラフもその長子アレクサンドル・ネフスキーも大公としてウラジーミルに居を定めたが、その後継者たちは大公となってもウラジーミルには移らず、みずからの世襲領国やノヴゴロドにいることが多かった。しかし、モンゴル侵入によってルーシの諸国が崩壊した後の空白地帯であったトヴェリやモスクワなどでは、そこを本拠とした勢力が台頭し、やがてノヴゴロドを圧迫するようになった。それがトヴェリ大公国であり、モスクワ大公国であった。モスクワは、キエフ・ルーシの時代には名前も知られていなかった北東ルーシの小都市にすぎなかった。そして、モンゴルのハンによって厳重に支配、管理されるようになったルーシ諸侯のなかから、モンゴルとの関係を巧妙に利用し権力を握っていったのが、ウラジーミル大公アレクサンドル・ネフスキーと北東ルーシの諸公国に分封されたその子孫たちであった。
1263年、アレクサンドル・ネフスキーが死ぬと、弟のトヴェリ公ヤロスラフ（ヤロスラフ3世）がウラジミール大公位を継承し、彼の末子ダニイルがモスクワ公国を受け継いだ。ダニイルは幼少だったため当初は叔父のヤロスラフ3世の後見を受けていたが、やがて両者は大公位をめぐって対立するようになった。この対立はそれぞれの子の代に決定的となった。モスクワ公ユーリー・ダニイロヴィチはサライに2年間とどまり、ハンと姻戚関係をむすんでウラジミール大公位を認められたが、それまでの大公でトヴェリ公のミハイル・ヤロスラヴィチはこの決定に従わなかった。ミハイルと交戦してサライに逃げ帰ったユーリーは、ミハイルの反逆をジョチ・ウルスの第10代君主であるウズベク・ハンに訴えた。ミハイルはサライに召喚されて処刑され、ユーリーは1318年にウラジーミルに入ってウラジーミル大公ユーリー3世となったが、1325年、ミハイルの息子ドミートリー・ミハイロヴィチによって殺された。ドミートリーもまた父同様ウズベク・ハンにより、ハンの命令に従わなかったとして処刑された。

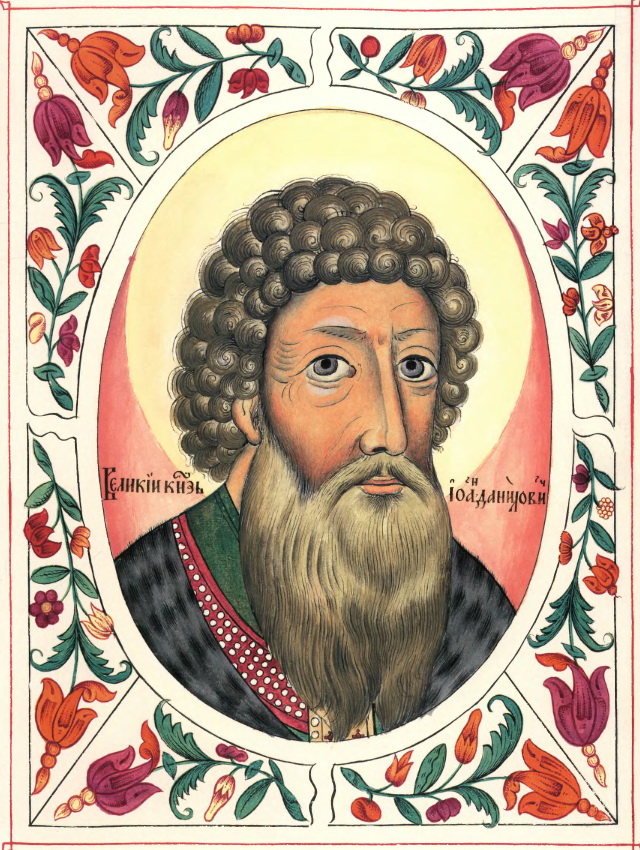
「カリター（金袋）」のあだ名がつけられたモスクワ大公イヴァン1世
----
1672年の『チトゥリャールニタ』より

### モスクワ大公の協定
この争いから抜け出したのは、ユーリー3世の弟のイヴァン（イヴァン1世）であった。1327年、ウズベク・ハンが意図したバスカク（代官）制度復活に対し、トヴェリで民衆の暴動が起き、トヴェリ公アレクサンドルがジョチ・ウルスに対する反乱勢力に加わると、ウラジーミル大公位をめぐって再び対立関係にあったトヴェリの最大のライバル、モスクワ公イヴァン1世はモンゴルの側に回り、ウズベク・ハンとともにトヴェリを破って、これを徹底的に破壊した。イヴァン1世はトヴェリ公を追放させ、ウラジーミル大公位を獲得することに成功した。これ以後、歴代のモスクワ公はウラジーミル大公を独占することが多くなり、モスクワ大公の称号で呼ばれるようになった。ルーシの国々のなかでもモスクワが北部および東部で勢力を強めることができたのは、南部ルーシの大国がモンゴルによって徹底的に壊滅されてしまったことが要因のひとつであり、また、モンゴルの側からすれば、モスクワが他国以上に多額の税をハン国にもたらしたと考えられる。モスクワ公がこの時期さかんにノヴゴロドに介入し、ノヴゴロド公の地位を兼ねることに力を入れていることも、この豊かな都市国家を支配下に収めることで貢税の資金を得ようとしたものだと考えられる。イヴァン1世は、ハンのために徴収した税の一部を着服して豊かになり、その財力で領地を買い集め、結婚政策や武力も用いて領土拡大に努めた。
1326年、モスクワ大公イヴァン1世は、モスクワに最初の石造の教会堂であるウスペンスキー教会堂を建てたうえで、コンスタンティノープル総主教にもはたらきかけ、全ルーシの最高位聖職者で当時はウラジーミルにいたキエフ府主教をモスクワに迎え入れた。そして、1328年にはモスクワに「キエフ及び全ルーシの府主教」を遷座させることに成功した。これによってモスクワは、精神的にもキエフにかわってルーシの中心地となっていった。モスクワ公国はモスクワ大公国と呼ばれるようになり、モスクワ大公は、ルーシ諸国を代表してその意思をジョチ・ウルスに伝え、ルーシ諸国に対してはジョチ・ウルスの意向を伝える立場になり、その権力はますます強化された。モンゴル＝タタールの遊牧民はしばしばルーシの各地方を襲って略奪をはたらいたが、モスクワ大公の支配する土地に対しては一定の敬意を払った。こうして、貴族やその部下たちは比較的平和が保たれたモスクワ大公国に集住するようになり、ルーシ諸国もモスクワの庇護下に入ろうとする傾向が生じた。イヴァン1世は経済に力を入れ、諸公国がハンにおさめる税の納入を引き受けて、勢力を拡大し、「カリター（金袋）」の異名をとった。豊かな財力にものをいわせ、正教世界におけるモスクワの指導性を打ち立てた彼は、貧者への施しもまた忘れなかった。

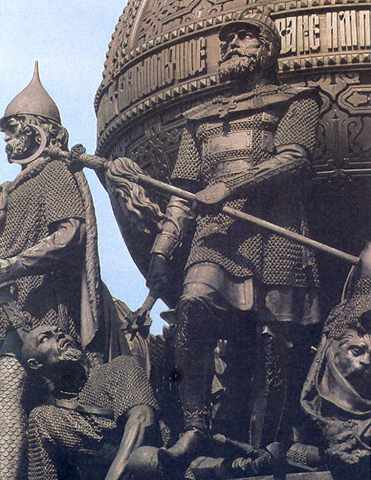
第4代モスクワ大公（モスクワ公としては第6代）ドミートリー・ドンスコイの像
----
イヴァン1世の孫、イヴァン2世の子にあたる人物。ママイと戦って勝利するが再びタタール勢力に従った。

1359年より始まるイヴァン1世の孫のドミートリー（ドミートリー・ドンスコイ）の時代、モスクワ大公国は試練をむかえた。のちに英雄視されるドミートリーは善良で知られるトヴェリ公ミハイル・アレクサンドロヴィチをモスクワに招き、牢に投じて服従を強要した。それに対し、かろうじてトヴェリに帰還したミハイルは、妹の夫でリトアニア大公国（ロシア語ではリトヴァ）の大公オリゲルド（アルギルダス）と盟約を結んでモスクワを攻めようとした。当時、リトアニアはキエフやスモレンスクも領土に加えた大国となっていた。オリゲルドはきわめて野心的で、年代記によれば「悪賢い」「狡猾な」と形容される人物である。彼は弟（ケイストット）とともにしばしばドイツ騎士団を破って、その東進を阻む一方、自らも南東方向に進出してモンゴル勢力の駆逐に努めた。オリゲルド陣営に付けばモンゴル支配から脱することができると考えた人びとはリトアニアに降った。こうした情勢に乗じ、オリゲルドは全ロシアの覇権をもくろんだ。オリゲルドにそそのかされたトヴェリ公は、1368年、1370年、1372年と3度にわたってモスクワを攻めたが、モスクワ側があらかじめ城壁を石造にしていたこともあって、いずれも不首尾に終わった。
この対立には、依然としてジョチ・ウルスの介入が双方から求められた。トヴェリ公ミハイルとモスクワ公ドミートリーは、交互にウラジーミル大公位に就任することを認められたが、双方ともこれを名分として相手を蹴落とそうとした。最終的には1375年にドミートリーは大軍を動かしてミハイルを屈服させ、ついに和約を結んだ。トヴェリ公はモスクワ公の優位を認め、タタール軍と戦闘状態に入ったときには共同作戦をおこなうことで合意した。こうしてルーシは結束してタタール軍に対するという方向がようやく見えてきた。
いっぽうのジョチ・ウルスは、1357年にベルディ・ベクが父殺しによってハン位を奪取したのち、反対派への粛清から始まる果てしない混乱の時期にあった。多年にわたる内紛のために統一は損なわれ、台頭するモスクワ公国の発展を抑えることはできなくなっていた。ベルディ・ベク死去後のジョチ・ウルスはさらに混迷の度を加え、この時期にはママイとトクタミシュの2人がハン国の主導権争いをつづけていた。トクタミシュが、1370年にサマルカンドにムスリム王朝をひらいたティムールに助力を求めたのに対し、ママイの方はルーシへの影響力拡大によってこれに対抗しようとした。ママイはリャザンやニジニー・ノヴゴロドを従属させ、リトアニア大公ヤガイロ（ヤゲウォ、ヨガイラ）からの加勢の約束を取り付けて、弱体化した権力の再建をはかってモスクワ遠征を企てた。ママイ軍にはタタールばかりではなく、北カフカスの諸民族やクリミア半島で集めた傭兵隊も加わり、総兵員は20万人をかぞえた。
1380年、ドン川流域で戦闘が起こり、ドミートリー率いるモスクワ大公国軍は、ママイ率いるジョチ・ウルス系政権（ママイ・オルダ）およびリトアニアなどの連合軍を破り、「タタールのくびき」からの脱却の第一歩を踏み出した。これが史上名高い「クリコヴォの戦い」であり、ドミートリーが「ドンスコイ（ドン川の）」と敬称されるのも、この事績にもとづいている。この戦いでモスクワの権威は高まったが、ジョチ・ウルスを再統一したトクタミシュの攻撃によってドミートリー・ドンスコイは再度ジョチ・ウルスに臣従した。モスクワ大公国がジョチ・ウルスへの貢納をやめるのは、1480年のウグラ河畔の対峙でイヴァン3世が大オルダのアフマド・ハンの軍勢をウグラ川から撤退させて以後のことであった。
ジョチ・ウルスは分裂したが、その末裔となった国家にはカザン・ハン国、アストラハン・ハン国、クリミア・ハン国、シビル・ハン国、ノガイ・オルダなどがある。しかしすべて、モスクワ大公国から発展したロシア・ツァーリ国、あるいはその後のロシア帝国によって廃滅させられた。
ロシア史においては、モンゴルがキエフ・ルーシを滅ぼさなかったとしたら、後世モスクワ大公国がロシア帝国として台頭することもなかっただろうという話題がしばしば提起される。モスクワの発展は上述したようにモンゴルの権力と強く結びついてのことであった。そして、モンゴルによる侵入は当初大規模な殺戮をもたらした可能性があるものの、長期的に見ればその後のルーシにおける諸民族の形成に大きな影響を与えた。なかでも、東スラヴ人はモンゴル侵攻後の各地方で異なる道を歩み、ロシア人、ウクライナ人、ベラルーシ人という異なる民族がかたちづくられたと指摘されている。

## ルーシ社会への影響と歴史的意義

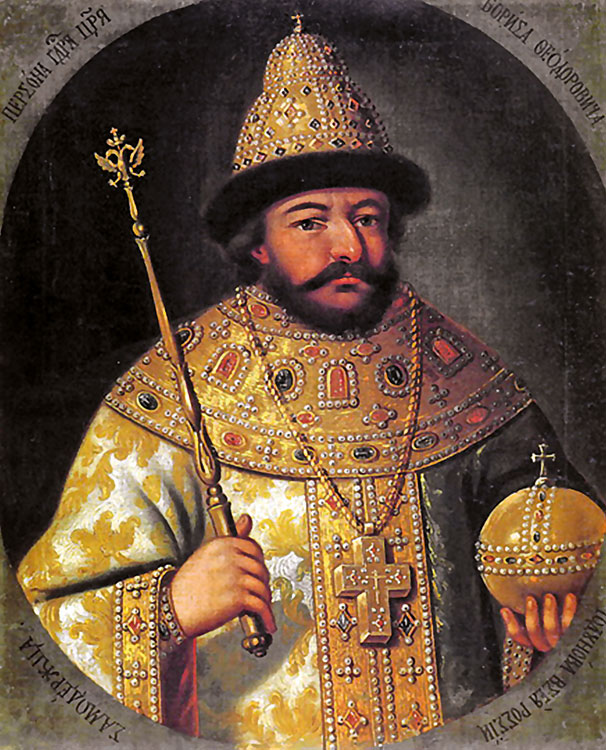
タタール由来の姓をもつボリス・ゴドゥノフ
----
プーシキンの史劇やムソルグスキーのオペラで有名である

モンゴル支配がルーシ社会に与えた長期的影響については、これまで多くの歴史家がさまざまに議論してきた。古くからロシアでは、モンゴル支配の悪影響として、モンゴルがキエフ・ルーシの伝統を断絶させ、古代から中世にかけてのルーシの民族的一体性を崩壊させてロシアやウクライナなどを分立させ、あるいはまた東洋的専制主義の概念をルーシにもたらしたなどとして、これを批判してきた。しかし、キエフ・ルーシはモンゴル侵攻以前の段階においてすでに、文化的にも民族的にも一体の存在ではなかった。キエフ・ルーシはすでに分裂を始めており、見方を変えれば、モンゴルのキエフ・ルーシ征服はすでに進行していた分裂を単に加速させたにすぎないということができる。そして一方では、モンゴルによる支配がモスクワ大公国の勃興や、その後のロシアの国家体制の整備にも強い影響を与えたとも指摘されている。モスクワ大公国は、貴族の封建的階層制度である門地制度（メストニチェストヴォ、Местничество）を受け継ぎ、広い国土に命令や通信を行き渡らせる駅伝制、人口調査、財政制度、軍事組織などをモンゴル帝国の支配システムから引き継いだ。
これまで多くの歴史家が、モンゴルによるルーシ支配が、ロシア史を特徴づける「西洋と東洋の狭間」という性格が形作られる要因になったと指摘してきた。200年以上におよぶモンゴルの支配は、ロシアに東洋的な要素を注入することとなり、西ヨーロッパでは「ロシア人の皮をはぐと、タルタル人が出てくる」という俚諺があるほどである。また、モンゴル支配の影響でルーシはヨーロッパの伝統から離れてしまい、その後の西ヨーロッパで起こった大きな政治的・社会的・経済的な諸改革や科学の発展から取り残されたという意識が生まれた。そこにあるのは、「遅れた国ロシア」「後進国ロシア」の元凶になったというマイナス評価と結びついた見方である。言い換えれば、西洋からの隔絶によって、ロシアはルネサンスや宗教改革から何ら影響を受けず、さらにその後の中産階級の形成にも失敗したのは「タタールのくびき」のせいだと考えられてきた。
しかし、モンゴルのルーシ支配の時期、ルーシとモンゴルの支配階級の間では人的・文化的交流がさかんに行われた。タタール出自のロシア人の姓は、アクサーコフ、アラクチェーエフ、アルセーニエフ、ブルガーコフ、ゴーゴリ、ゴルチャコーフ、ゴドゥノフ、ジャルジャーヴィン、カラムジン、コルサコフ、ストロガーノフ、タチシチェフ、トレチャコフ、トゥルゲーネフ、ウルーソフ、チャダーエフ、シュレメーチェフ、ユスーポフ、バフメテフなど多数におよんでおり、いずれも代表的なロシア人の姓である。これらは、ハン国のイスラーム化に抗してルーシに流れてきたタタール人に起源を有するものが少なくない。また、1450年頃のモスクワ大公ヴァシーリー2世の宮廷では、大公のタタール人やその言語に対する愛好から、タタール語の流行が起こり、貴族の中にタタール風の姓をつける者が現れたことにも起因している。
後世、「ボヤール」といわれたロシアの大貴族には、その祖先をモンゴル人やタタール人にさかのぼる家系も多く、家名にモンゴル＝タタールの名残が確認されることも多い。17世紀のロシア貴族に関する調査では、ロシアの全貴族の15%以上がタタールほか東洋に由来する血筋であった。その他、歴代のロシア正教会の聖職者にもキリスト教に改宗したモンゴル＝タタール系の人物が多数確認されている。
また、現代のロシア語には、タタール語などのテュルク諸語やモンゴル語から多くの単語、特に財政や金融に関わる単語が流入している。Деньги （ジェーニガ、金銭）、Казна （カズナー、国庫）、Таможенные （タモージニア、税関）、Барыш （利益）、Башмак （靴）などがこれにあたる。「中国」を意味するКитай （キターイ）も、モンゴル語から取り入れられた。
法の分野では、モンゴルの影響により、キエフ・ルーシの時代には奴隷にしか適用されなかった死刑が広く執行されるようになり、犯罪捜査でも拷問が用いられるようになったといわれる。モンゴルによりモスクワ大公国に導入された刑としては、裏切者に対する斬首や盗人に対する焼印がある。ただし、同時期の西ヨーロッパにおける刑罰・懲罰は、モンゴルやロシアよりもむしろ過酷なものであった。
社会制度のうえでは、上述の、政治的忠誠と軍事的奉公を条件として「本領安堵」するというヤルリイク授与制度は、ハン国のルーシ諸公統制のいわば骨格となるものであったが、それは主君と従臣の双務的契約と互いの「誠実義務」にもとづいた西欧封建社会における恩貸地制度とは異なる制度をロシアにもたらした。モスクワ国家が採用したポメースチエ制（知行地制）は、ヤルリイク授与制度から大きな影響を受けて成立したものと考えられる。
ジョチ・ウルスは、ルーシで人口調査を行い、それにもとづいて課税と徴兵を行ったが、西ヨーロッパでは王権はそのような施策を講じることができなかった。それに対し、モスクワ国家の大公やツァーリの権力はモンゴル人がおこなった人口調査にもとづく徴税と徴兵という方策を踏襲し、それを介して西欧諸国の王権よりも確固たる住民統制が可能となった。ピョートル大帝以後のロシア帝国が西欧化政策を推進し、あるいはヨーロッパ諸国に並び立つ国として強大化していったのも、半面ではこうした住民統制が基礎となっていた。
さらに、モンゴル帝国の駅伝制（ジャムチ）はロシアに移植されて「ヤム」と呼ばれた。ロシアで今日でも郵便配達人を「ヤムシチク」と呼ぶのは、その名残である。ヤムの制度がモスクワ大公国で広大な地方と中央とを結合する国内通信制度として整備されるようになったのは15世紀末のイヴァン3世の時代であり、16世紀末のイヴァン4世の時代まで急速に整えられた。モスクワ国家がモデルとしたのはモンゴル帝国のそれであり、当時のヨーロッパ諸国においては最良の国内通信制度であった。当時ロシアを訪れた外国人は、ロシアの駅伝制の安全さや旅行のスピードの速さを称賛している。
後世ロシア史では、モンゴルによる支配は「タタールのくびき」と表現され、現在でもこの表現は広く流布している。これは、モンゴル軍がヨーロッパにあたえた恐怖のゆえに、モンゴル帝国の一部に組み込まれたタタール人に着目し、ギリシャ語の「タルタロス」（地獄）という言葉にかけて、その連想からモンゴル人を総体としてタタール、タルタルと呼称したことで定着したものである。しかし、モンゴル支配のロシア史に及ぼした影響は、上述のように広く深く、そしてまた社会的・文化的な意味合いを強く持っており、こうした点を考慮するならば、この言葉はモンゴル支配の内実と影響について、必ずしも適切に表現しつくしたものとはいえない。
なお、杉山正明は、上述したアレクサンドル・ネフスキーの英雄的な物語と「タタールのくびき」という図式は「二律背反している」と指摘している。そして、事実はそのどちらでもなかったとし、アレクサンドル・ネフスキーを有名たらしめた2つの戦闘（1240年のネヴァ河畔の戦いと1242年のチュド湖上の戦い）は、実際にはあったかなかったかわからない程度のものであったと指摘している。野心家であったアレクサンドルは自分の叔父や弟を追い落とし、モンゴルの力で大公の位を認められ、さらに、ルーシ諸公の徴税や貢納をとりまとめてモンゴル側に送った人物の最初となった、いわば自らすすんで「モンゴルの代理人」となった。これについて杉山は、自著のなかで、イギリスのロシア史家ジョン・フェンネルの「いわゆるタタルのくびきは、バトゥのロシア侵攻に始まったのではなく、むしろアレクサンドルが自分の兄弟を裏切ったときから始まった」という言葉を引用して、フェンネルの考えに賛意を示している。杉山によれば、モンゴルとルーシはともかくも200年以上にわたってロシアの地で共存しており、それは、もはや1つのシステムと化していたのである。